# Brazdeni kitovi
Brazdeni kitovi (lat. Balaenopteridae) su jedna od porodica unutar podreda kitova usana. Tu ne spadaju samo najveći kitovi, nego su to istovremeno i najveće danas živuće životinje na Zemlji. Postoji devet vrsta tih kitova čija se dužina kreće od 7 do 31 metra. Od glatkih kitova, druge velike porodice kitova usana, razlikuju se sljedećim obilježjima: imaju leđnu peraju, vitkije su tjelesne građe, imaju znatno kraće i šire usi, kao i nabore kože u području grla koje podsjećaju na brazde i dale su ime cijeloj porodici.
Brazde su uzdužni nabori kože koji se protežu s donje strane tijela od grla preko prsiju; Svaka od 10 do 100 brazda je duboka oko 5 cm; kad kit otvori usta, nabori se rašire i tako se značajno poveća zapremina ždrijela.
To omogućuje kitu da u jednom zamahu uzme puno veću količinu vode nego što bi mogao kad ne bi imao te nabore. Kao posljedica toga, kod istiskivanja tako velike količine vode, na kitovim usima ostanu "filtrirane" veće količine hrane nego što bi bio slučaj bez tog povećanja zapremine zahvaćene vode koju omogućuju opisani nabori.
Brazdeni kitovi su brzi plivači. Poduzimaju duga putovanja krećući se između toplih i hladnih klimatskih područja. Rasprostranjeni su u svim svjetskim oceanima, ali izbjegavaju manja mora.
Svi brazdeni kitovi su bili žestoko izlovljavani zbog njihovog ribljeg ulja i mesa. Istina, bili su manje cijenjeni od glatkih kitova jer imaju tanji sloj sala, ali nakon što su glatki kitovi bili uglavnom istrijebljeni, prešlo se i na izlovljavanje brazdenih kitova. Na taj način su prije svega velike vrste, plavi, bubuljičasti i grbavi kitovi, bili dovedeni na rub izumiranja. Od 1986. su zaštićeni, ali patuljaste kitove se i dalje izlovljava.
Brazdeni kitovi su oduvijek imali važnu ekološku ulogu u svom okolišu. Samo u području Antarktika su pojeli godišnje više od 100 milijuna tona račića, odnosno krila. Izostankom najvećeg dijela kitova, masa krila je značajno narasla što je omogućilo ogroman porast populacije drugih životinja koje se hrane krilom. Tako je, primjerice, populacija rakojeda doživjela pravu populacijsku "eksploziju".